# Mochitsura Hashimoto
Mochitsura Hashimoto (Kyoto, Japón, 14 de octubre de 1909 - Kyoto, 25 de octubre de 2000) fue un oficial de la Armada Imperial Japonesa, comandante de submarinos, cuya unidad a su mando, el I-58, hundió al crucero pesado estadounidense USS Indianápolis el 30 de julio de 1945.

## Biografía
Mochitsura Hashimoto nació en Kyoto en 1909. Su padre era un sacerdote sintoísta. Ingresó en 1927 en la Academia Naval y egresó como alférez en 1931. En 1934 fue ascendido a teniente y se ofreció para servir en la rama de submarinos. Para su mejor entrenamiento fue enviado a servir en destructores y en cazasubmarinos hasta 1939. Después de este período, ingresó en la Escuela de Torpedos y Submarinos de Yokosuka.
En 1940, sirvió en el submarino I-24 como oficial aprendiz bajo el mando del almirante Sasaki Hankyu. En diciembre de 1941, Hashimoto y el I-24 formaron parte de la división de submarinos destinados a la Operación Z, que era introducir submarinos enanos al interior de la base naval americana de Pearl Harbor.
Seguidamente, Hashimoto participó en la Batalla de Midway junto a su unidad, cañoneando brevemente las instalaciones americanas Finalmente Hashimoto retornó a Yokosuka, en febrero de 1942.
Hashimoto fue nuevamente enviado a la Escuela de Torpedos y Submarinos de Yokosuka para ser preparado en un curso de oficiales, donde se graduó como teniente capitán en julio de 1943.
Ese mismo mes, el 25 de julio de 1943 fue asignado como comandante del submarino costero, RO-44, y realizó labores de entrenamiento junto al I-18, fueron rechazados por la artillería en tierra.
en la base naval de Maizuru en donde se especializó en ataques con una nueva arma: Los Kaiten.
Fue ascendido a capitán de corbeta en enero de 1944.
El 5 de junio de 1944, Hashimoto asumió el mando del submarino oceánico I-58 y realizó misiones Kaiten en el área del puerto de Apra y Guam.
El 22 de enero de 1945, Hashimoto reclamó en Kure los créditos del hundimiento de un petrolero y un portaaviones de escolta.
En marzo de ese año Hashimoto operó en aguas al noroeste de Iwo Jima y en el área de Okino-Torishima.
El 21 de abril regresa a Kure y volvió a aguas de Leyte el 25 de abril, ese día Hashimoto obtuvo un blanco señalado por su radarista que resultó ser un buque-hospital, al cual dejó pasar. 
En mayo, el submarino de Hashimoto fue modificado para llevar seis Kaiten en lugar de los dos habituales y el 18 de julio se le envió al área de Hirao en las Filipinas para operar en contra de la flota enemiga en Leyte.
El 28 de julio, fuera de Palaos el I-58 detectó un convoy enemigo y atacó con dos de sus torpedos humanos, Hashimoto anotó en su bitácora que dos buques enemigos han sido hundidos. Hashimoto fue enviado a cubrir la ruta Guam-Leyte.

### USS Indianápolis
El 29 de julio de 1945, a 250 km al norte de Palau cerca de las 23 horas, Hashimoto fue informado que el radar de superficie había detecado un navío de guerra enemigo al que Hashimoto identificó como un crucero clase Idaho. El blanco señalado resultó ser el crucero pesado Indianapolis navegando a 12 nudos y sin zigzagear viniendo en dirección desde Guam. Hashimoto tomó posición y ordenó un ataque convencional de torpedos, reservando sus Kaiten para el caso de falla técnica. Dos torpedos impactaron el USS Indianapolis hundiéndose en tan solo 12 minutos y causando inicialmente 316 muertos, Hashimoto informó por señal de código que ha hundido a un buque clase Idaho. La comandancia de la VI flota japonesa desestima la información de Hashimoto indicando que en esa área la inteligencia no tiene señalado a buques enemigos.
El 9 de agosto de 1945, Hashimoto atacó un pequeño convoy escoltado por el destructor USS Johnnie Hutchins (DE-360), envió tres de sus Kaiten en contra del enemigo; sin embargo, es el USS Johnnie Hutchins quien destruye con bombas de profundidad cada uno de ellos, Hashimoto cree que ha hundido al destructor enemigo y lo reclamó como crédito.
El 12 de agosto de 1945 en las afueras de Okinawa, Hashimoto lanzó su último Kaiten contra un convoy enemigo, pero este fue destruido antes de alcanzar su blanco.
El 19 de agosto, el I-58 de Hashimoto recibió por radio la orden de rendirse y dirigirse al puerto de Kure para entregarse a los aliados. Hashimoto permaneció en Sasebo como oficial prisionero de los estadounidenses.

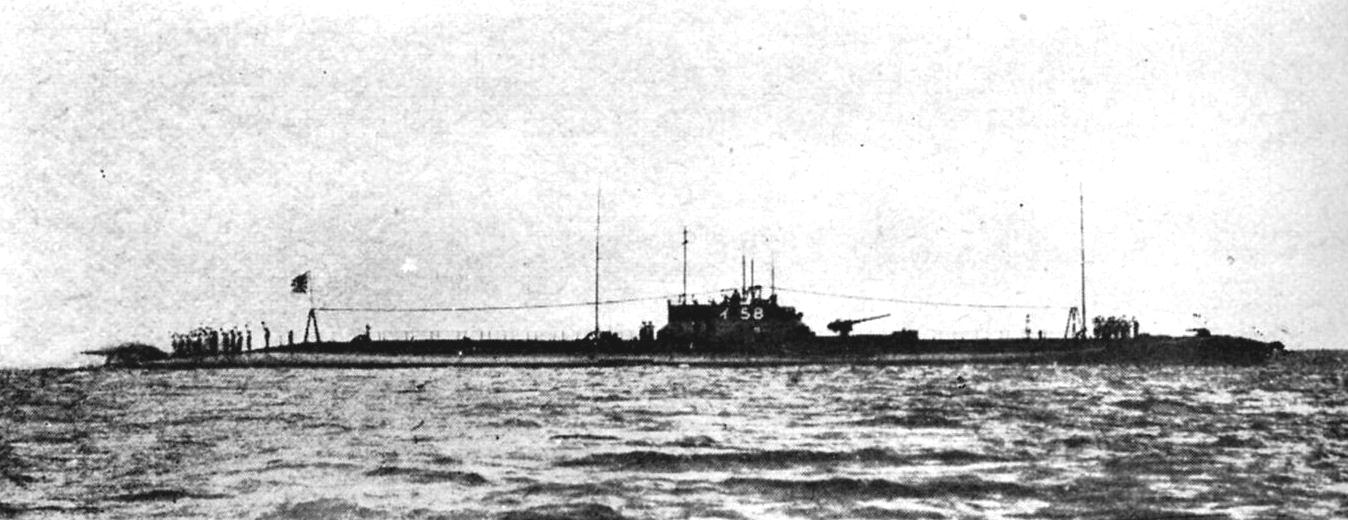
El I-58, submarino al mando de Hashimoto

### Testigo de cargo
El 3 de diciembre de 1945, Hashimoto fue  enviado como prisionero en calidad de testigo de cargo en el Consejo de Guerra contra el comandante del crucero pesado Indianapolis, Charles Butler McVay III. 
Hashimoto declaró que el buque enemigo no venía zigzageando; pero que aunque lo hubiera hecho el resultado habría sido el mismo. 
Se le intentó entablar una acusación a Hashimoto como Criminal de guerra por los hechos del USS Indianapolis; pero él alegó que su nación estaba en estado de guerra contra Estados Unidos; y que como tal él fue el depredador y el crucero americano, su presa. No se le realizaron cargos al respecto.

## Posguerra
Hashimoto después de la guerra, sirvió como capitán de un buque de repatriación de soldados japoneses en territorio insular, además colaboró con el primer submarino japonés de las Fuerzas de Autodefensa del Japón, el Oyiasho.
Más tarde, el 24 de noviembre de 1999, Hashimoto lamentó públicamente a favor del contralmirante McVay por haber sido deshonrado por cumplir con su deber y envío una carta a John W. Warner, Presidente del Comité de la Armada del Senado intentando exonerar de culpa al comandante americano.

"Quizás es hora de que los de su pueblo se disculpen con el Capitán McVay por la humillación de su condena injusta. He oído que en su legislatura se  están considerando las resoluciones para que se borre el nombre del difunto Charles Butler McVay III, el capitán del USS Indianapolis, que fue hundido el 30 de julio de 1945 por torpedos disparados desde el submarino que estaba bajo mi mando. 

"Yo no entiendo por qué el Capitán McVay fue a un consejo de guerra. Yo no entiendo por qué fue declarado culpable por el cargo de arriesgar su barco, al no haber navegado en zig-zag, porque yo habría sido capaz de lanzar un ataque de torpedos con éxito contra el barco, navegase éste zigzagueante o no. 
"He conocido a la mayoría de los valientes hombres que sobrevivieron al hundimiento del Indianápolis. Me gustaría unirme a ellos para instar a que sus legisladores nacionales limpien el nombre de su capitán. 

"Nuestros pueblos ya se han perdonado unos a otros por esa terrible guerra y sus consecuencias. Quizás es hora de que su [propio] pueblo perdone al Capitán McVay por la humillación de su condena injusta."
Mochitsura Hashimoto

Hashimoto pasó los últimos años de su vida como un monje sintoísta en un santuario de la prefectura de Kioto. Hashimoto además viajó el 7 de diciembre de 1990 a Hawái, en conmemoración de los 50 años del ataque a Pearl Harbor para pedir perdón a los familiares y sobrevivientes del USS Indianapolis y escribió un libro que fue publicado en inglés en 1954 llamado "Sunk- La historia de la flota submarina japonesa (1941-1945)" en que relata sus vivencias como submarinista.
Mochitsura Hashimoto falleció en Kioto el 25 de octubre de 2000 a sus 91 años.